# Comité Olímpico de Burkina Faso
El Comité Olímpico de Burkina Faso (COBF) es la institución encargada de regir la participación de Burkina Faso en los juegos olímpicos y las distintas competiciones dentro y fuera del continente africano. Es miembro de la Asociación de Comités Olímpicos Nacionales de África.
La primera aparición de Burkina Faso, entonces bajo el nombre de Alto Volta, en Juegos Olímpicos se llevó a cabo en los Juegos Olímpicos de Múnich 1972.

## Historia
El Comité fue fundado el 10 de junio de 1965 como el Comité Olímpico Nacional de Alto Volta (en francés: Comité National Olympique Voltaïque) y fue reconocido en Sapporo, Japón, en la 72.ª sesión del Comité Olímpico Internacional en febrero de 1972.
En 1984, al cambiar el nombre a Burkina Faso, el comité comenzó a llamarse el Consejo Olímpico y Deportista Nacional de Burkina Faso (en francés: Conseil National Olympique et des Sports Burkinabè).

## Atletas de Burkina Faso en los Juegos Olímpicos

### Múnich 1972 (como Alto Volta)
1 hombre:
- André Bicaba - atletismo

### Montreal 1976,Moscú 1980,Los Ángeles 1984
No participó.

### Seúl 1988
Un total de 6 atletas. La representación más numerosa de Burkina Faso en los JJ. OO.
5 hombres:
- Harouna Pale - atletismo
- Alexandre Yougbare - atletismo
- Cheick Seynou - atletismo
- Moussa Kagambega - boxeo
- Sounaila Sagnon - boxeo

1 mujer:
- Mariama Ouiminga - atletismo

### Barcelona 1992
4 hombres:
- Patrice Traoré Zeba - atletismo
- Harouna Pale - atletismo
- Franck Zio - atletismo
- Nonilobal Hien - judo

### Atlanta 1996
Un total de 5 atletas.
3 hombres:
- Olivier Sanou - atletismo
- Franck Zio - atletismo
- Idrissa Kabore - boxeo

2 mujeres:
- Irène Tiendrébéogo - atletismo
- Chantal Ouoba - atletismo

### Sídney 2000
Un total de 4 atletas.
3 hombres:
- Idrissa Sanou - atletismo
- Drissa Tou - boxeo
- Salifou Koucka Ouiminga - judo

1 mujer:
- Sarah Tondé - atletismo

### Atenas 2004
Un total de 5 atletas.
3 hombres:
- Idrissa Sanou - atletismo
- Olivier Sanou - atletismo
- Mamadou Ouedraogo - natación

2 mujeres:
- Aïssata Soulama - atletismo
- Hanatou Ouelogo - judo

### Pekín 2008
Un total de 6 atletas. La representación más numerosa de Burkina Faso en los JJ. OO.
3 hombres:
- Idrissa Sanou - atletismo
- Julien Ouedraogo - esgrima
- Rene Yougbare - natación

3 mujeres:
- Aïssata Soulama - atletismo
- Hanatou Ouelogo - judo
- Elisabeth Nikiema - natación

### Londres 2012
Un total de 5 atletas.
2 hombres:
- Gérard Kobéané - atletismo
- Adama Ouedraogo - natación

3 mujeres:
- Marthe Koala - atletismo
- Severine Nebie - judo
- Angelika Ouedraogo - natación